# Wolfgang von Ohnesorge
 (octobre 2012).
Wolfgang Feodor Hermann Alfred Wilhelm von Ohnesorge (né le 8 septembre 1901 à Potsdam, décédé le 26 mai 1976 à Cologne) est un physicien allemand. Son nom est associé au nombre d'Ohnesorge, introduit en mécanique des fluides.

## Biographie
Il fut étudiant en ingénierie mécanique à l'Université Technique de Berlin de 1922 à 1927, où il obtint son diplôme d'ingénieur. Il fut ensuite assistant dans cette même université, de 1928 à 1933 et il soutint son doctorat le 14 novembre 1935. Du fait de la crise économique, il dut abandonner cette voie et travailla au Eichverwaltung (Bureau des Mesures) à Berlin, puis à Reichenberg en Bohème.
Après la guerre, il s'installa à Cologne avec sa famille. De 1951 à 1966, il fut directeur du Landeseichdirektion (Bureau des Mesures) de Rhénanie du Nord - Westphalie.

## Sources
- Les informations disponibles dans cet article ont été puisées dans l'article disponible à l'adresse http://web.mit.edu/nnf/publications/GHM171.pdf